# Arma química
Las armas químicas utilizan las propiedades tóxicas de sustancias químicas para matar, herir o incapacitar. El armamento químico se diferencia de las armas convencionales o armas nucleares porque sus efectos destructivos no se deben principalmente a una fuerza explosiva.
El uso ofensivo de organismos vivientes (como el Bacillus anthracis, agente responsable del carbunco) es generalmente caracterizado como arma biológica, más que como arma química; los productos tóxicos producidos por organismos vivos (p. ej., toxinas como la toxina botulínica, ricina o saxitoxina) son considerados armas químicas.

Según la Convención sobre Armas Químicas de 1994, se considera arma química a cualquier sustancia química tóxica, sin importar su origen, con la excepción de que sean utilizados con propósitos permitidos.

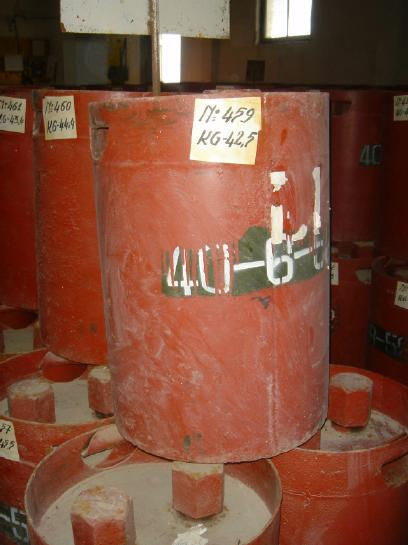
Barriles de armas químicas soviéticas de un arsenal en Albania

Las armas químicas están clasificadas como armas de destrucción masiva por las Organización de las Naciones Unidas y su producción y almacenamiento está proscrita por la ya mencionada convención de 1994.

## Tipos de armas químicas
Aproximadamente 70 productos químicos diferentes han sido utilizados o almacenados como agentes de armas químicas durante el siglo XX. Según la Convención, las sustancias que son suficientemente tóxicas como para ser usadas como armas químicas están divididas en tres grupos según su objetivo y tratamiento:
- Grupo 1 – No tienen prácticamente ningún uso legítimo (si existe alguno). Solo son utilizadas para investigación o con objetivos médicos, farmacéuticos o defensivos (Ej. prueba de sensores de armas química o trajes de protección). Entre estas sustancias se encuentran los agentes nerviosos, la ricina, lewisita y el gas mostaza. Cualquier producción de más de 100 g debe ser notificada a la Organización para la Prohibición de Armas Químicas y ningún país puede tener almacenada más que una tonelada de estos químicos.
- Grupo 2 - Estas sustancias no cuentan con usos industriales a gran escala, pero pueden aplicarse con efectos considerables a pequeña escala. Algunas de ellas son el dimetil metilfosfonato, precursor del sarín pero que es también utilizado como material no inflamable, y el Tiodiglicol, el que es precursor químico utilizado para la fabricación de gas mostaza pero que también es ampliamente usado como solvente en tintas.
- Grupo 3 – Sustancia que tienen usos industriales importantes a gran escala. Entre ellas se encuentran el fosgeno y la cloropicrina. Ambos han sido utilizados como armas químicas pero el fosgeno es un componente importante para la fabricación de plásticos y la cloropicrina es usada como pesticida. Se debe informar de cualquier planta que produzca más de 30 t al año y puede ser inspeccionada por la Organización para la Prohibición de Armas Químicas.

## Tecnología del Armamento Químico
|                | Agentes                             | Diseminación                                             | Protección                                                                        | Detección                                                |
| -------------- | ----------------------------------- | -------------------------------------------------------- | --------------------------------------------------------------------------------- | -------------------------------------------------------- |
| Década de 1900 | Cloro Cloropicrina Fosgenos Mostaza | Dispersado por el viento                                 |                                                                                   | Olor                                                     |
| Década de 1910 | Lewisita                            | Granadas Químicas                                        | Máscaras de gas Ropa impregnada con aceite o resina                               |                                                          |
| Década de 1920 |                                     | Proyectiles de fragmentación                             | Ropas CC-2                                                                        |                                                          |
| Década de 1930 | Agentes nerviosos serie G           | Bombardeo aéreo                                          |                                                                                   | Ampollas detectoras del agente Papel con cambio de color |
| Década de 1940 |                                     | Ojivas con carga química en misiles Depósitos de aerosol | Ungüento protector (gas mostaza) Protección colectiva Máscaras de gas con filtros |                                                          |
| Década de 1950 |                                     |                                                          |                                                                                   |                                                          |
| Década de 1960 | Agentes nerviosos serie V           | Aerodinámica                                             | Máscaras de gas con suministro de agua                                            | Alarmas de gas nervioso                                  |
| Década de 1970 |                                     |                                                          |                                                                                   |                                                          |
| Década de 1980 |                                     | Munición binaria                                         | Máscaras de gas mejoradas (mejor protección, ajuste y comodidad)                  | Detección por láser                                      |
| Década de 1990 | Agentes nerviosos Novichok          | Munición binaria, aerosol                                | Imposible protegerse con máscara de gas                                           | Indetectables                                            |

Las armas químicas han sido usadas en muchas partes del mundo durante cientos de años pero la «moderna» guerra química comenzó durante la Primera Guerra Mundial. Inicialmente sólo se usaban conocidos productos químicos comerciales y sus variantes. Esto incluía el cloro y el gas fosgeno. Los métodos de dispersión de estos agentes durante el combate eran relativamente poco precisos e ineficientes.
El primer país en utilizar las armas químicas durante esta contienda fue Francia con el empleo de granadas rellenas de gas lacrimógeno (bromuro de xililo) en agosto de 1914.
Posteriormente el Imperio alemán respondió perfeccionando la técnica, iniciando ya el uso a gran escala de gases letales por ambos bandos. En los comienzos simplemente se abría los recipientes de cloro a favor del viento y se dejaba que este la transportara hasta las filas enemigas. Poco después, los franceses modificaron su munición de artillería para contener fosfógenos, un método mucho más efectivo que se convirtió en el principal método para emplear estas armas.
Desde el desarrollo de la moderna guerra química en la Primera Guerra Mundial, las naciones han investigado y desarrollado estas armas en cuatro campos principalmente: nuevos y más mortales agentes; métodos más eficientes de lanzar estos agentes hasta el objetivo (diseminación); defensas más efectivas contra las armas químicas; y medios más precisos para detectar los agentes químicos.

### Agentes de la guerra química
Un producto químico usado para la guerra se llama «agente de guerra química» (en inglés, CWA), y habitualmente es gaseoso a temperatura ambiente, o puede ser un líquido que se evapore rápidamente. Este tipo de líquidos se llaman «volátiles», o pueden tener una alta presión de vapor. Los humos resultantes son tóxicos, y de ahí el término «gas venenoso», usado para describir un arma química usada en forma gaseosa. Muchos agentes químicos fueron diseñados en forma volátil con el fin de lograr una mejor dispersión en una gran área rápidamente.
Los primeros objetivos de la investigación sobre agentes químicos no eran la toxicidad, sino el desarrollo de agentes que pudieran afectar a la piel a través de la ropa, haciendo inútiles las máscaras de gas. En julio de 1917, los alemanes emplearon por primera vez al gas mostaza, el primer agente que, a pesar de la máscara de gas, penetraba el cuero y la tela para infligir dolorosas quemaduras en la piel.

#### Persistencia
Las armas químicas se clasifican de acuerdo a su persistencia, una medida del tiempo en que el agente químico permanece activo tras la diseminación. Los agentes químicos se dividen entre persistentes y no persistentes.
Los agentes clasificados como no persistentes pierden efectividad tras unos minutos u horas. Los agentes puramente gaseosos como el cloro son no persistentes, como tampoco los altamente volátiles como el sarín y muchos otros agentes nerviosos. Tácticamente, los agentes no persistentes son mucho más útiles contra objetivos que deben ser tomados y controlados en poco tiempo. Hablando en forma general, los agentes no persistentes presentan sólo peligro por inhalación.
En contraste con los primeros, los agentes persistentes tienden a permanecer en el entorno por periodos más largos, como una semana, complicando la descontaminación. La defensa contra los agentes persistentes requiere protección para largos períodos. Los agentes líquidos no volátiles como los agentes en ampolla y el agente nervioso oleaginoso VX no se evaporan fácilmente, y por lo tanto, presentan gran peligro al contacto.

#### Clases de agentes de guerra química
Los agentes de la guerra química se organizan en muchas categorías de acuerdo con la forma en que afectan al cuerpo humano. Los nombres y números de las categorías varían un poco de fuente a fuente, pero los tipos generales de agentes de guerra química son los siguientes:
| Clase de agente                                              | Ejemplos                                  | Síntomas | Efectos | Velocidad de acción | Persistencia | Notas |
| ------------------------------------------------------------ | ----------------------------------------- | --- | --- | --- | --- | --- |
| Agentes nerviosos                                            | Gas sarín, tabún, somán, VX               | Dificultad para respirar, sudoración, babeo incontrolado, convulsiones, oscurecimiento de la visión y muerte.                                               | Inhibe la desintegración del neurotransmisor acetilcolina en las sinapsis de los afectados.                                                                                             | Vapores: De segundos a minutos Piel: De 2 a 18 horas                                                                                  | El VX es persistente y peligroso al contacto; otros agentes no son persistentes y principalmente son peligrosos por inhalación. | Los agentes nerviosos son cientos a miles de veces más letales que los que atacan la piel, los agentes pulmonares o los venenos que afectan la sangre. |
| Agentes sanguíneos                                           | Cianuro de hidrógeno                      | Respiración rápida, convulsiones, coma y muerte. | Evita el uso normal del oxígeno por los tejidos corporales de manera que los órganos vitales dejan de funcionar en cuestión de minutos.                                                 | Acción inmediata | No persistentes y peligrosos por inhalación.                                                                                    | Todos basados en el cianuro |
| Vesicantes (causantes de ampollas)                           | Gas mostaza, Lewisita                     | Quemazón en ojos y piel. | Agudo dolor de quemazón, conjuntivitis, grandes ampollas llenas de líquido en la piel que curan lentamente y se pueden infectar                                                         | Vapores: 4 a 6 horas, los ojos y los pulmones quedan afectados más rápidamente; la piel: 2 a 48 horas                                 | Persistente y peligroso por contacto.\| Usado para incapacitar más que para matar colapsando las instalaciones médicas.         | |
| Agentes pulmonares (Agentes asfixiantes; tóxicos pulmonares) | Fosgeno, Cloro                            | Dificulta la respiración; efecto lacrimógeno, asfixia y muerte.                                                                                             | Daña e inunda el sistema respiratorio provocando asfixia; los supervivientes sufren a menudo de problemas respiratorios crónicos.                                                       | De inmediata a 3 horas | No persistente y peligrosos por inhalación.                                                                                     | Se han utilizado ampliamente en la Primera Guerra Mundial pero con la llegada de los agentes neurotóxicos más eficaces han quedado obsoletos.          |
| Agentes lacrimógenos                                         | gas lacrimógeno, gas pimienta, CS, CR, CN | Fuerte irritación de los ojos. | Provoca un dolor punzante agudo en los ojos y ceguera temporal. | Inmediata | No persistente y peligrosos por inhalación.                                                                                     | En las últimas décadas estos agentes han sido utilizados a menudo como elementos antidisturbios de lo cual toman el nombre de agentes antidisturbios.  |
| Agentes discapacitantes (o paralizantes)                     | BZ                                        | Confusión, fabulación no voluntaria, alucinaciones, unidas a la regresión a comportamientos automáticos de origen imaginario tales como arrancarse la ropa. | Disminuye el efecto de la acetilcolina en el afectado. Provoca efectos en el sistema nervioso periférico que son contrarios a los observados en las intoxicaciones con gases nerviosos. | Inhalados: 30 min a 20 horas; Piel: hasta 36 horas después de la exposición de la piel al BZ. La duración típica es de 72 a 96 horas. | Extremadamente persistente en suelo y agua y encima de la mayoría de las superficies; peligroso por contacto.                   | - |

Existen seis tipos de agentes:
- Los agentes que dañan los pulmones (pulmonares), tales como el fosgeno y el cloro
- El cianuro
- Los agentes vesicantes o que causan ampollas, tales como la mostaza
- Agentes que atacan el sistema nervioso, tales como GA (tabún), GB (sarín), GD (somán), GF y VX
- Agentes incapacitantes, tales como BZ
- Agentes de antidisturbios o antimotines (similares al MACE)

#### Designación de armas químicas
La mayoría de las armas químicas reciben una designación de una a tres letras por la OTAN, además o en lugar de su nombre común. Las armas químicas binarias, en las que las sustancias precursoras de agentes de armas químicas son mezcladas automáticamente para producir el agente justo antes de su uso, son indicados con un "-2" detrás de la designación (por ejemplo, GB-2 y VX-2).
Algunos ejemplos son los siguientes:
| Agentes Sanguíneos:                                   | Vesicantes:                                      |
| ----------------------------------------------------- | ------------------------------------------------ |
| - Cloruro de cianógeno: CK - Cianuro de hidrógeno: AC | - Lewisita: L - Mostaza sulfurada: H, HD, HS, HT |
| Agentes pulmonares:                                   | Agentes incapacitantes:                          |
| - Fosgeno: CG                                         | - Bencilato de 3-quinuclidinilo: BZ              |
| Agentes lacrimógenos:                                 | Agentes nerviosos:                               |
| - Gas pimienta: OC - Gas lacrimógeno: CN, CS, CR      | - Sarin: GB - VE, VG, VM, VX                     |

## Formas de aplicación de armas químicas

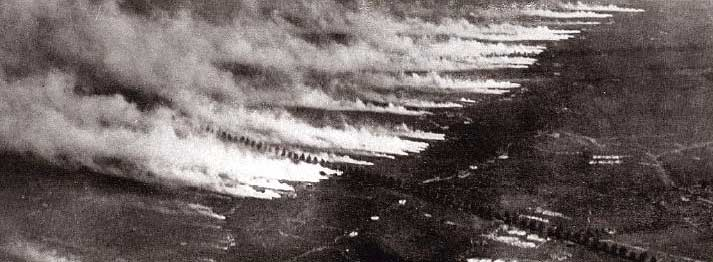
Dispersión de gas tóxico durante la Primera Guerra Mundial.

El factor más importante en la efectividad de las armas químicas es la eficiencia de su envío, o diseminación, al objetivo. La técnica más común incluye municiones (como bombas, proyectiles y ojivas), que permiten la diseminación a distancia, y tanques con aerosoles, que son diseminados desde naves de baja altura. El desarrollo en las técnicas de llenado y almacenamiento de municiones ha sido siempre muy importante.
Aunque ha habido varios avances en el envío de armas químicas desde la Primera Guerra Mundial, es aún difícil lograr una dispersión efectiva. La diseminación es altamente dependiente de las condiciones atmosféricas porque muchos agentes químicos actúan en estado gaseoso. Es por esto que las observaciones del tiempo y los pronósticos son esenciales para optimizar el envío de armas y reducir el riesgo de herir a fuerzas amigas.

## Historia

### La guerra química en las épocas antigua y clásica
Las armas químicas se han usado desde hace milenios con flechas envenenadas, pero se pueden encontrar evidencias de la existencia de ingenios más avanzados en las épocas antigua y clásica.
Un buen ejemplo del temprano uso de las armas químicas fueron las sociedades de cazadores – recolectores del sur de África y de finales de la Edad de Piedra, conocidos como San. Empaparon las puntas de madera, hueso y piedra de sus flechas con venenos que obtenían en su entorno natural. Estos venenos provenían principalmente de escorpiones y serpientes, pero se cree que también utilizaron algunas plantas venenosas. Las flechas se disparaban contra el objetivo seleccionado, normalmente un antílope, y luego el cazador seguía al animal sentenciado hasta que el veneno provocaba su caída.
En el siglo V a. C., algunos escritos de la secta moista en China describen el uso de fuelles para introducir el humo de las semillas de la mostaza y otros vegetales tóxicos en los túneles que excavaban los ejércitos enemigos durante los sitios. Algunos escritos chinos todavía más antiguos, datados alrededor del año 1000 a. C., contienen cientos de recetas para producir humos tóxicos o irritantes para usarlos durante la guerra, así como numerosos registros de su uso. Gracias a dichos registros sabemos del uso de la “niebla atrapa espíritus” que contenía arsénico, y el uso de cal viva pulverizada y esparcida con ayuda del viento para disolver una revuelta campesina en el año 178.
La primera noticia del uso del gas en Occidente se remonta al siglo V a. C., durante la guerra del Peloponeso entre Atenas y Esparta. Las fuerzas espartanas durante el asedio a una ciudad ateniense encendieron un fuego a los pies de las murallas hecho con madera, alquitrán y azufre, con la esperanza de que el nocivo humo incapacitara a los atenienses para resistir el asalto que siguió a continuación. Esparta no fue la única en usar estas tácticas poco convencionales durante dichas guerras: se dice que Solón de Atenas usó las raíces de eléboro para envenenar el agua de un acueducto alimentado por el río Pleistos alrededor del año 590 a. C., durante el sitio de Cirra.
Existe evidencia arqueológica que los sasánidas emplearon armas químicas contra el Ejército romano en el siglo III d. C. La investigación llevada a cabo en los túneles colapsados de Dura-Europos en Siria, sugiere que los iraníes emplearon bitumen y cristales de azufre para quemarlos. Al ser encendidos, los materiales produjeron densas nubes de gases asfixiantes que mataron a 20 soldados romanos en dos minutos.
Las armas químicas eran conocidas en la China antigua y medieval. El historiador polaco Jan Długosz menciona el uso de gas venenoso por parte del ejército mongol durante la batalla de Legnica en el año 1241.
A fines del siglo XV, los españoles se enfrentaron a una rudimentaria arma química en la isla de La Española. Los taínos les lanzaban calabazas llenas de ceniza y ají pulverizado, a fin de crear una cortina de humo cegador antes de atacarlos.

### El redescubrimiento de la guerra química
Durante el Renacimiento se volvió a considerar el uso de la guerra química. Una de las primeras referencias proviene de Leonardo da Vinci, que propuso el uso de polvo de sulfuro de arsénico y verdín en el siglo XVI:

Arroja el veneno en forma de polvo sobre las galeras. Se puede tirar yeso, polvo de sulfuro de arsénico y verdín molido entre los barcos enemigos mediante pequeñas manganas, y todos los que, al respirar, inhalen el polvo dentro de sus pulmones resultarán asfixiados.

No se sabe si dicho polvo se usó alguna vez.
En el siglo XVIII durante los sitios, los ejércitos intentaban provocar incendios lanzando proyectiles incendiarios llenos de azufre, sebo, colofonia, aguarrás, sal de roca (nitrato de sodio o nitrato de potasio) y antimonio. Aunque no causaran incendios, los humos resultantes provocaban una considerable distracción. Pese a que su función principal nunca se abandonó, se desarrollaron nuevos productos para rellenar los proyectiles que maximizaran los efectos del humo.
En 1672, durante el sitio de la ciudad de Groninga, Christopher Bernhard van Galen (Obispo de Múnich) empleó varios explosivos y dispositivos incendiarios, algunos de los cuales incluían en su composición belladona, con la intención de producir humos tóxicos. Exactamente tres años después, el 27 de agosto de 1675, los franceses y alemanes llegaron al Acuerdo de Estrasburgo, que incluía un artículo prohibiendo el uso de los «pérfidos y odiosos» artefactos tóxicos.
En 1854, Lyon Playfar, un químico británico, propuso un proyectil de artillería antibuque cargado con cianuro de cacodilo como una forma de resolver el empate durante el sitio de Sebastopol. La propuesta fue apoyada por el almirante Thomas Cochrane de la Marina Real británica. El primer ministro, lord Palmerston, lo consideró, pero el Departamento de Artillería británico rechazó la propuesta como «un tipo de guerra tan pernicioso como envenenar los pozos de los enemigos». La respuesta de Playfar se usó para justificar el uso de las armas químicas durante el siglo siguiente:

No tiene sentido dicha objeción. Se considera un modo legítimo de guerra rellenar los proyectiles con metal fundido que hace estragos entre el enemigo, y produce la más horrible muerte. Es incomprensible el porqué un vapor venenoso que podría matar a los hombres sin sufrimiento se considera como guerra ilegítima. La guerra es destrucción, y cuanto más destructiva sea con el mínimo sufrimiento antes se acabará con este bárbaro método de protección de los derechos nacionales. No hay duda de que con el tiempo la química se usará para minimizar el sufrimiento de los combatientes, e incluso de los criminales condenados a muerte.

Después, durante la guerra de Secesión, el profesor de escuela neoyorquino John Doughty propuso el uso ofensivo del cloro gaseoso, esparcido mediante proyectiles de 10 pulgadas (254 milímetros) llenos con cantidades variables de 2 a 3 litros de cloro líquido, que producirían varios metros cúbicos de gas de cloro. El plan de Doughty aparentemente nunca se llevó a cabo, pues probablemente fue presentado al brigadier general James W. Ripley, Jefe de Artillería, quien ha sido descrito como congénitamente inmune a las nuevas ideas.

### La guerra química en la Primera Guerra Mundial
La primera vez que se utilizaron los agentes químicos a gran escala fue durante la Primera Guerra Mundial, empezando en la Segunda Batalla de Ypres, el 22 de abril de 1915, cuando los alemanes atacaron a las tropas francesas, canadienses y argelinas con cloro. Desde entonces se utilizaron un total de 50 965 toneladas de agentes respiratorios, lacrimógenos y vesicantes por ambas partes, incluyendo cloro, fosgeno y gas mostaza. Las cifras oficiales hablan de alrededor de 1 176 500 heridos y 85 000 muertos causados directamente por los agentes químicos durante la guerra.
Incluso hoy en día es frecuente que se desentierre munición química de la Primera Guerra Mundial sin estallar cuando se excava en los antiguos campos de batalla o las áreas de almacenamiento, y continúan siendo un peligro para la población civil de Bélgica y Francia. Los gobiernos de dichos países han lanzado programas especiales para tratar la munición descubierta.
Después de la guerra, la mayoría de los agentes químicos sin usar de los alemanes fueron arrojados al mar Báltico. Con el paso del tiempo, el agua salada corroe las carcasas, y el gas mostaza derramado de dichos contenedores ocasionalmente llega a las playas como objetos sólidos con aspecto de cera, similar al ámbar. Incluso en su forma solidificada, el agente tiene actividad suficiente como para causar severas quemaduras a cualquiera que lo manipule.

### La guerra química en el periodo de entreguerras
Después de la Primera Guerra Mundial, los Estados Unidos y la mayoría de las potencias europeas intentaron sacar ventaja de las oportunidades que había creado la guerra, estableciendo y manteniendo colonias. Durante este periodo de entreguerras, los agentes químicos se usaron ocasionalmente para subyugar a las poblaciones y sofocar rebeliones.
Después de la derrota del Imperio otomano en 1917, el Gobierno Otomano desapareció completamente y el antiguo imperio se dividió entre las potencias victoriosas en el Tratado de Sèvres. Los británicos ocuparon Mesopotamia (actual Irak) y establecieron un gobierno colonial.
En 1920, los pueblos árabes y kurdos de Mesopotamia se rebelaron contra la ocupación británica, con grandes pérdidas por parte de los europeos. Según la resistencia mesopotámica ganaba fuerza, los británicos la reprimieron con medidas cada vez más agresivas, e incluso el propio Winston Churchill, como Secretario de las Colonias, autorizó el uso de agentes químicos, principalmente gas mostaza, contra la resistencia. Concienciado con el gasto económico de la supresión de disidentes, Churchill confiaba en que las armas químicas se pudieran utilizar de forma económica contra las tribus mesopotámicas, diciendo: «no entiendo la repugnancia sobre el uso del gas. Estoy muy a favor del uso del gas contra tribus incivilizadas». La oposición al uso del gas y las dificultades técnicas puede que impidieran su uso en Mesopotamia (los historiadores están divididos en esta materia) Las armas químicas causaron tanta miseria y repulsión en la Primera Guerra Mundial que su uso se convirtió en la peor atrocidad en la mente de la mayoría de las personas de la época. Tanto es así que en 1925 dieciséis de las mayores naciones del mundo firmaron el Protocolo de Ginebra, comprometiéndose a no usar nunca gases o armas bacteriológicas. Aunque los Estados Unidos firmaron el protocolo, el Senado no lo ratificó hasta 1975.
Durante la guerra del Rif, en el Marruecos ocupado por España (1921-1927), empresas alemanas asesoraron y supervisaron la investigación, producción y utilización de armas químicas por parte de las fuerzas españolas en África. Al quedarles prohibida la experimentación y producción de este tipo de armamento por el Tratado de Versalles, las labores se realizaron en el protectorado español. Las fuerzas combinadas franco-españolas dispararon bombas de gas mostaza, iperita y fosgeno principalmente en un intento por sofocar la rebelión Bereber; sin embargo el éxito de la campaña química no fue tanto el empleo contra las kabilas rifeñas; sino contra sus campos de cultivo, privándoles de sus cosechas. De esta forma los gobernantes rifeños tuvieron que atacar territorio francés para, entre otros objetivos, conseguir alimentos, lo que desembocó en la alianza franco-española.
En 1935 la Italia fascista usó gas mostaza durante la invasión de Etiopía. Ignorando el Protocolo de Ginebra, firmado siete años antes, los militares italianos usaron bombas de gas mostaza, arrojadas desde aviones y lo diseminaron en forma de polvo. Se informó que hubo 15 000 bajas por armas químicas, la mayoría por gas mostaza.

### La guerra química en la guerra civil española
Un Comité Nacional se encargó durante la Segunda República española de preparar a la ciudadanía en materia de defensa aeroquímica. Su fin fue meramente divulgativo, pues sólo las fuerzas de Asalto, en la práctica, fueron instruidas en el uso de las máscaras antigás. Había pasado tiempo más que suficiente desde la terminación de la gran guerra europea para que la concienciación en materia de gases letales se redujese a una anécdota respecto a una ciudadanía cada vez más ajena a ese género de violencias dantescas, de manera que el material instructivo consistió en un folleto de propaganda escolar que, debidamente traducido al castellano, había publicado el Servicio Químico Militar de Italia. Poco después de estallar la Guerra Civil, el bando franquista se aprestó a informar sobre posibles ataques aéreos republicanos, sirviéndose de dicho folleto, debidamente adicionado, para confeccionar ediciones de bolsillo y distribuirlas en las poblaciones que iban siendo 'liberadas'. En Huelva, una de las primeras provincias en sucumbir para la causa 'nacional', se ordenó en los primeros meses de 1936 la constitución de una Junta de Defensa Antiaérea y la impresión del folleto titulado Instrucciones a la población civil en caso de ataque de aviones, que hoy constituye una rareza bibliográfica. En el Asedio del Alcázar de Toledo, las fuerzas republicanas emplearon «gases de guerra», según dice literalmente el informe de la Columna de Toledo, como posible solución al asedio al Alcázar (dos representantes franceses de una empresa de productos químicos las ofrecieron a las fuerzas republicanas).

### La guerra química durante la Segunda Guerra Mundial
Aunque el uso de armas químicas no se propagó durante la Segunda Guerra Mundial, sí existen casos documentados en los cuales las potencias del Eje utilizaron agentes químicos.
Japón utilizó gas mostaza y otro agente llamado lewisita (el cual era un agente vesicante) en algunas batallas que luchó contra China. Los trabajos de Yoshiaki Yoshimi y Seiya Matsuno muestran que Hirohito autorizó a través de órdenes específicas (rinsanmei) el uso de armas químicas contra los chinos. Por ejemplo, durante la invasión de Wuhan, de agosto a octubre de 1938, el emperador autorizó el uso de gas tóxico en 375 ocasiones distintas, a pesar de la resolución adoptada por la Sociedad de Naciones el 14 de mayo condenando el uso de gas tóxico por el ejército japonés.
Durante dichos ataques también hicieron uso de armas biológicas (Escuadrón 731) ya que intencionalmente propagaban el cólera, la disentería, el tifus, la peste bubónica y el ántrax (carbunco). Aún en 2005, sesenta años después de la segunda guerra sino-japonesa, se siguen encontrando contenedores de agentes químicos que fueron abandonados por los japoneses cuando emprendieron su retirada; estos contenedores han causado daños a personas y muertes.
La Alemania nazi revolucionó la guerra química al descubrir, accidentalmente, los agentes nerviosos que actualmente se conocen como tabun, sarín y soman. Los nazis desarrollaron y fabricaron grandes cantidades de estos agentes pero ninguno de los dos bandos de la guerra los uso en gran escala. Algunos documentos nazis que han sido recuperados sugieren que dentro de la Abwehr, la agencia de inteligencia alemana, se creía que los Aliados también tenían acceso a estos agentes y que el hecho que no se mencionaban en los informes científicos se debía a que era información confidencial. La realidad es que los Aliados no habían descubierto estos gases y la Abwehr interpretó la falta de información de manera errónea. Alemania finalmente optó por no utilizar estos agentes nerviosos ya que temieron que los Aliados contraatacaran utilizando sus propias armas químicas contra del Tercer Reich.
Según William L. Shirer, autor de The Rise and Fall of the Third Reich (El ascenso y la caída del Tercer Reich), los oficiales más altos del Reino Unido optaron por dejar la guerra química como la última opción en la defensa de la isla en caso de que la Alemania nazi decidiera invadir las tierras británicas.
El uso de agentes químicos se dio especialmente cuando no existía miedo a un contraataque y algunas instancias en las cuales sucedieron fueron:
- En 1944 el Gran Muftí de Jerusalén, Amin al-Husayni, el líder religioso islámico de Palestina y también aliado de Adolf Hitler inició una campaña en contra de la comunidad judía de la región y durante ésta intentó utilizar armas químicas. Cinco paracaidistas, con mapas de Tel Aviv y recipientes que contenían un polvo blanco fabricado en Alemania, tenían instrucciones de depositar el polvo en los pozos de Tel Aviv. Según Fayiz Bey Idrissi, comandante de la policía en aquel entonces, cada contenedor almacenaba suficiente veneno como para matar a 25 000 personas. Había al menos diez contenedores.[9]
- Los nazis utilizaron el insecticida conocido como Zyklon B, que contiene cianuro de hidrógeno, para matar grandes cantidades de personas en sus campos de concentración, como los de Auschwitz y Majdanek, durante el Holocausto.

### Las armas químicas durante la Guerra Fría

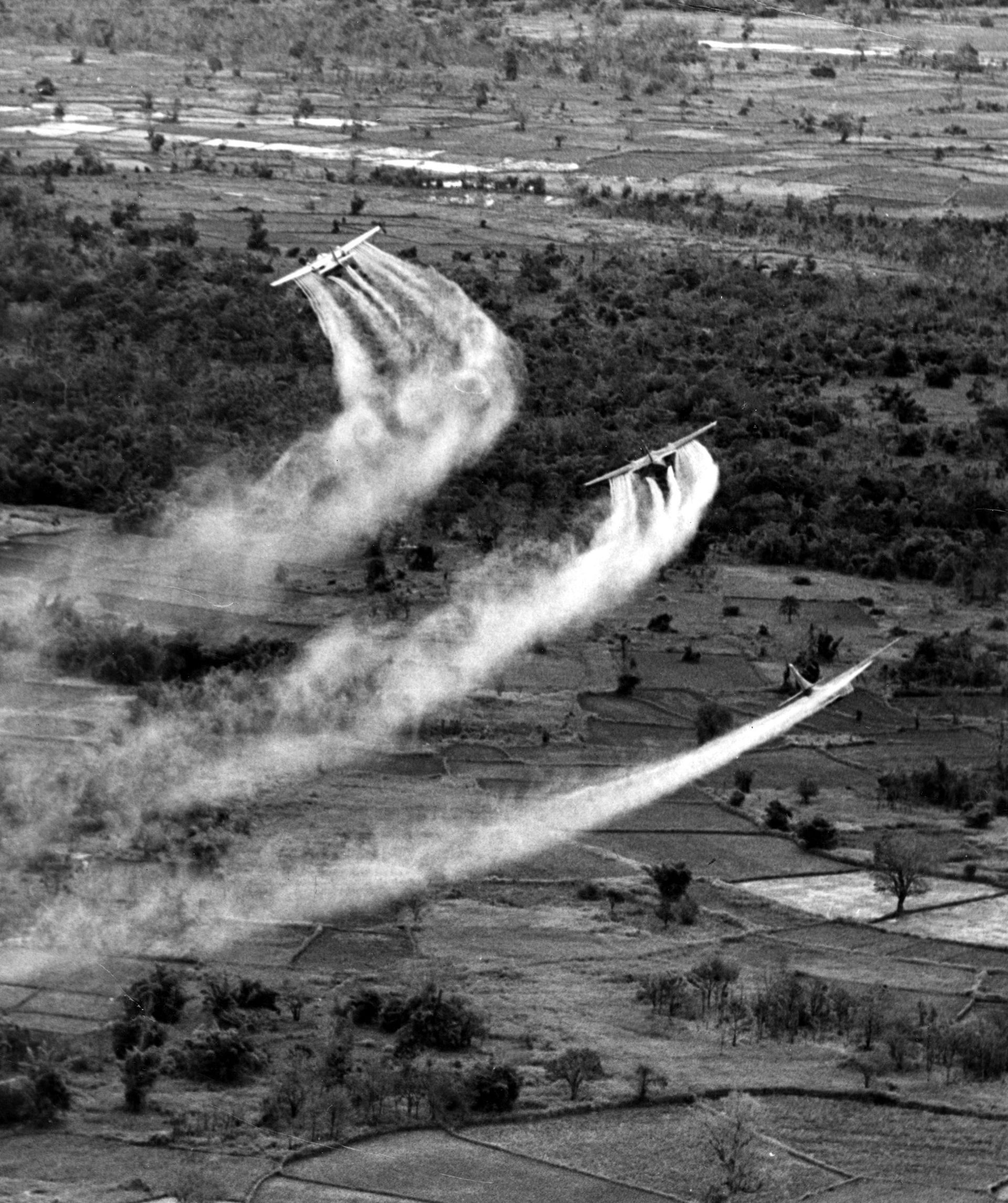
Aviones militares estadounidenses rociando agente naranja en Vietnam.

Después de la Segunda Guerra Mundial, los Aliados recuperaron proyectiles que contenían los tres agentes nerviosos del momento (tabun, sarin y soman), impulsando las investigaciones sobre los agentes nerviosos de todos los antiguos aliados. A pesar de que la amenaza de la aniquilación termonuclear estaba en la mente de la mayoría durante la Guerra fría, tanto los gobiernos soviéticos como los occidentales gastaron muchos recursos en el desarrollo de armas químicas y biológicas.

#### Desarrollos de los gobiernos occidentales
En 1952 el ejército de los Estados Unidos patentó un procedimiento para la "preparación de Ricino tóxico", publicando un método de producción de esta poderosa toxina.
También en 1952, investigadores de Porton Down, Inglaterra, inventaron el agente nervioso VX, pero pronto abandonaron el proyecto. En 1958 el Gobierno Británico vendió su tecnología VX a los Estados Unidos a cambio de información sobre las armas termonucleares. Su desarrollo produjo al menos tres agentes más; a los cuatro (VE, VG, VM, VX) se les conoce como el tipo de agentes nerviosos "Serie V".
Durante los años 60, los Estados Unidos exploraron el uso de agentes incapacitantes delirantes anticolinergicos. Uno de dichos agentes, con la designación BZ, se cree que se usó experimentalmente durante la guerra de Vietnam. Estas suposiciones inspiraron la película La escalera de Jacob de 1990.
Entre 1967 y 1968, los Estados Unidos decidieron deshacerse de las armas químicas obsoletas en una operación llamada CHASE, acrónimo que corresponde a «Abre agujeros y húndelos» en inglés (cut holes and sink 'em). Las operaciones CHASE también incluían muchas cargas de munición convencional. Como su propio nombre indica, las armas se embarcaron en viejos barcos Liberty que fueron hundidos en el mar.
En 1969, 23 soldados estadounidenses y un civil estacionados en Okinawa, Japón, se expusieron a niveles bajos del agente nervioso sarin mientras repintaban los almacenes. Las armas se habían mantenido ocultas al Japón, y provocaron la ira en dicho país y un incidente internacional. Dichas municiones se trasladaron en 1971 al atolón Johnston bajo la Operación Sombrero Rojo.
Un grupo de trabajo de las Naciones Unidas empezó a trabajar en el desarme químico en 1980. El 4 de abril de 1984, el presidente de los Estados Unidos Ronald Reagan hizo un llamamiento para la prohibición internacional de las armas químicas. El presidente George H. W. Bush y el líder de la Unión Soviética Mijaíl Gorbachov firmaron el tratado bilateral el 1 de junio de 1990 que ponía fin a la producción de armas químicas e iniciaba la destrucción de las reservas de sus naciones. La Convención de Armas Químicas multilateral (CWC) se firmó en 1993 y entró en vigor en 1997.

#### Informe del Senado de los Estados Unidos
En un informe emitido por el Senado de los Estados Unidos en 1994, titulado Is military research hazardous to veterans health? Lessons spanning a half century (¿Es la investigación militar un riesgo para la salud de los veteranos? Medio siglo de enseñanzas, se detalló el hecho que el Departamento de Defensa de los Estados Unidos había realizado experimentos sobre animales y humanos en diversas ocasiones y estos últimos no habrían sabido a lo que realmente se les estaba sometiendo. Algunos de estos experimentos fueron:
- Aproximadamente 60 000 miembros del ejército de los Estados Unidos participaron en experimentos realizados en la década de 1940 para ver los efectos de agentes químicos tales como el gas mostaza y la lewisita.[10]
- Iniciando en la década de 1950 y terminando en la de 1970, por lo menos 2200 personas del ejército pasaron por pruebas que involucraron agentes biológicos en un experimento que se denominó como Operación Whitecoat. A diferencia de muchos otros experimentos,la Operación Whitecoat realmente sí fue de participación voluntaria.[10]
- Entre 1951 y 1969, se llevaron a cabo pruebas en el sitio militar llamado Dugway Proving Ground; dichas pruebas requerían el uso de agentes químicos y biológicos. Uno de los experimentos que se realizó fue la diseminación de un agente nervioso, en 1968, que terminó matando 6400 ovejas.[10]

#### Desarrollos del gobierno soviético
Debido al nivel de secreto que rodeaba al gobierno de la Unión Soviética, había disponible muy poca información sobre la dirección y el progreso de las armas químicas soviéticas, situación que ha cambiado solo recientemente. Después de la Guerra Fría (1962-1991), el químico ruso Vil Mirzayanov publicó artículos en los cuales revelaba experimentos ilegales con armas químicas en la Unión Soviética. En 1993, Mirzayanov fue encarcelado y despedido de su trabajo en el Instituto Estatal de Investigación de Química y Tecnología Orgánica, donde había trabajado 26 años. En marzo de 1994, después de una gran campaña hecha en su favor por científicos de Estados Unidos, Mirzayanov fue liberado.
Entre la información revelada por Mirzayanov estaba la dirección de la investigación soviética, que pretendía desarrollar agentes nerviosos aún más tóxicos, lo cual tuvo su mayor éxito a mediados de la década de los 80. Muchos agentes altamente tóxicos fueron desarrollados en este período: la única información no clasificada sobre estos agentes es que se conocen en la literatura abierta como agentes "defoliantes" (llamados así por el programa en el que se desarrollaron) y según varios nombres código como A-230 y A-232.
Según Mirzayanov, los soviéticos también desarrollaron agentes que eran más fáciles de manejar, lo cual llevó a la creación de las llamadas armas binarias, en las cuales se mezclan precursores de los agentes nerviosos dentro de una munición para producir el agente justo antes de utilizarlo. Como los precursores generalmente son significativamente menos peligrosos que los agentes mismos, esta técnica hace que tanto el manejo como el transporte de la munición sean mucho más sencillos. Además, los precursores de los agentes suelen ser mucho más fáciles de estabilizar que los agentes, lo cual permitió aumentar el tiempo de almacenamiento de los agentes. Durante las décadas de 1980 y 1990, se desarrollaron las versiones binarias de muchos agentes soviéticos que se conocen hoy en día como agentes "Novichok", "recién llegados", en ruso.

### Uso de armas químicas en la guerra entre Irán e Irak
La Guerra Irán-Irak comenzó en 1980 cuando Irak intentó invadir Irán. En las primeras fases de la guerra, Irak comenzó a utilizar gas mostaza y tabun en las bombas que utilizaba en sus ataques aéreos; se ha aproximado que 5% de las muertes iraníes fueron causadas por estos agentes. Irak y los Estados Unidos anunciaron que Irán también estaba utilizando dichas armas, pero hasta la fecha esta declaración no ha sido corroborada por ninguna fuente externa.
Se dice que aproximadamente 100 000 soldados iraníes fueron víctimas de los ataques químicos de Irak. Muchos sufrieron los efectos del gas mostaza.[cita requerida] Las cifras oficiales no incluyen a los civiles que se vieron afectados por vivir en los pueblos involucrados en el conflicto ni tampoco a los hijos ni parientes de los veteranos, muchos de los cuales han desarrollado complicaciones en su sangre, pulmones o piel (según datos de la Organización para los veteranos, Oranization for Veterans). Se dice que los agentes nerviosos mataron a aproximadamente 20 000 soldados iraníes inmediatamente (según cifras oficiales). De las 80 000 personas que sobrevivieron dichos ataques, se estima que 5000 deben de someterse a tratamientos médicos regularmente y 1000 todavía se encuentran hospitalizados debido a la gravedad de sus condiciones.
Poco después de la guerra, en 1988, la aldea iraquí de Halabja sufrió un ataque químico en el cual 5000 de sus 50 000 habitantes kurdos perecieron. Después de dicho incidente se encontraron rastros de gas mostaza, sarín, tabun y VX. Aunque el ataque pareció haber sido obra de las fuerzas del gobierno iraquí, esto todavía sigue en debate y también sigue la interrogante en cuanto a si fue un accidente o un acto premeditado.
Durante la primera guerra del Golfo en 1991, las tropas de la Coalición iniciaron una guerra terrestre contra Irak. Aunque Irak contaba con un arsenal químico, nunca lo utilizó en contra de dicho ejército. El comandante de Coalición, Norman Schwarzkopf, declaró que este fue el caso ya que Irak temía un contraataque nuclear.
Aunque los Estados Unidos y sus aliados derrocaron al régimen de Saddam Hussein, en Irán todavía se culpa a Estados Unidos, Alemania y Francia por haber ayudado a Irak en el desarrollo de su arsenal químico. Además el hecho que Irak no haya sido sancionado por haber utilizado armas químicas también es un tema que sigue en la mente del pueblo iraní.

### Armas químicas en la Guerra Civil de Siria
En 2013, varias fuentes de la oposición siria aseguraron que el gobierno sirio había usado armas químicas en contra de la población en la Guerra civil en Siria. Gran parte de la comunidad internacional había advertido que el uso de este tipo de armas traería severas consecuencias y Estados Unidos se atrevió incluso a hablar de intervención militar en Siria en caso de que probara que el uso de armas químicas. Siria ha sido uno de los pocos países que no firmaron el Tratado por la Prohibición de Armas Químicas, acuerdo que condena su uso. El 18 de marzo de 2013, hubo un supuesto ataque con armas químicas en la ciudad de Alepo, en el norte del país, donde murieron 26 personas y otras 86 quedaron heridas. Estados Unidos, junto con más países y miembros de la ONU, iniciaron una serie de operaciones para investigar si efectivamente se utilizaron armas químicas en la guerra y descubrir si fueron los rebeldes o el mismo gobierno de Siria quienes las utilizaron. Más tarde, el 13 de abril, se acusó al gobierno utilizar armas químicas en contra de los rebeldes en las afueras de la capital Damasco. El periodista Jean-Philippe Rémy y el fotógrafo Van der Stockt aseguraron haber sido víctimas de estos ataques y de los síntomas que estos provocan, además de acusar al gobierno sirio de Bashar Al-Assad ser el responsable. Otros rebeldes del Ejército Libre de Siria, también han asegurado ser víctimas de estos ataques con armas químicas. Estos incidentes provocaron que las Naciones Unidas enviaran personal al país para investigar la situación. Cada vez hay más pruebas de que los insurgentes en Siria disponen de armas químicas e incluso algunos rebeldes han admitido su responsabilidad en el uso de armas químicas.
El 21 de agosto de 2013, 1400 personas murieron y 3000 resultaron heridas en Guta, al sur de Damasco, en un ataque con gas sarín conocido como masacre de Guta, el peor ataque con armas químicas en 25 años y la peor matanza humana del año 2013. La brutalidad del ataque tuvo un gran impacto en la comunidad internacional. Las naciones occidentales, lideradas por Estados Unidos, acusaron al gobierno sirio de Bashar al-Ásad de ser el responsable y Barack Obama anunció que su país podría atacar a Siria por haber perpetrado la masacre. Francia y Turquía también dieron su apoyo a una intervención militar. Debido a la escalada de tensión y ante el inminente ataque por parte de los estadounidenses, Rusia, principal aliada de Siria, ideó un plan de desarme químico a comienzos de septiembre, en el cual el gobierno sirio debería renunciar a su arsenal de armas químicas y destruirlas sistemáticamente. Estados Unidos aceptó el plan y anunció que ya no atacaría Siria si este país cumplía con el acuerdo. El Desarme químico de Siria está vigente y se espera que se concrete a mediados de 2014. Sin embargo, más de alguna fuente denunció nuevos ataques químicos posteriores a la masacre del 21 de agosto.

### Armas químicas y el terrorismo
Muchas organizaciones terroristas consideran a los agentes químicos como su arma predilecta al diseñar sus ataques. Usualmente dichas armas son baratas, relativamente accesibles y fáciles de transportar. Un experto en química fácilmente puede formular agentes químicos si tiene acceso a las fórmulas y los materiales.
Algunos comentaristas políticos se han puesto en contra de la noción de que las armas biológicas y químicas sean realmente las más prácticas para los terroristas. Dichos analistas han reportado que el uso de dichas armas es mucho más difícil que manejar explosivos convencionales y que las armas de destrucción masiva pueden llegar a inspirar más miedo que las armas bioquímicas.
1. En julio de 1974 un grupo que se autodenominó como Aliens of America —Aliens en este caso se refería al término del inglés para referirse a un extranjero por lo tanto el grupo se llamaría algo así como Extranjeros de Estados Unidos— incendió las casas de un juez, las casas de dos comisionados de la policía, el automóvil de uno de ellos, dos edificios de apartamentos y también detonó una bomba en la terminal de Pan Am en el Aeropuerto Internacional de Los Ángeles; tres personas fallecieron y ocho resultaron heridas. La "organización" resultó ser un solo residente extranjero llamado Muharem Kurbegovic, el cual dijo tener en su poder ciertas cantidades de sarín y cuatro agentes nerviosos llamados AA1, AA2, AA3 y AA4S. Aunque en el momento de su arresto en agosto de 1974 no se encontraron dichos agentes se reportó que solamente le hacía falta adquirir un ingrediente para crear un agente nervioso. Durante el registro de su apartamento se encontraron varias materias primas, incluyendo precursores del fosgeno y también un contenedor de 25 libras de cianuro de sodio.[25]

El 20 de marzo de 1995 un grupo de terroristas japoneses, que creía en la destrucción inminente de todo el planeta, llamado Aum Shinrikyo utilizó sarín en el sistema del metro de Tokio. Dicho ataque provocó 12 muertes y más de 5000 heridos. Aum Shinrikyo ya había intentado ese tipo de ataque en diez ocasiones previas pero en cada una de ellas solo miembros del culto habían terminado afectados. En junio de 1994 el grupo lanzó un ataque químico, utilizando sarín, en contra de un edificio de apartamentos en Matsumoto.